# Chuelles
Chuelles és un municipi francès, situat al departament del Loiret i a la regió de Centre – Vall del Loira. L'any 2007 tenia 1.095 habitants.

## Demografia

### Població
El 2007 la població de fet de Chuelles era de 1.095 persones. Hi havia 460 famílies, de les quals 132 eren unipersonals (44 homes vivint sols i 88 dones vivint soles), 184 parelles sense fills, 132 parelles amb fills i 12 famílies monoparentals amb fills.
La població ha evolucionat segons el següent gràfic:
Habitants censats

### Habitatges
El 2007 hi havia 689 habitatges, 473 eren l'habitatge principal de la família, 160 eren segones residències i 56 estaven desocupats. 664 eren cases i 23 eren apartaments. Dels 473 habitatges principals, 387 estaven ocupats pels seus propietaris, 75 estaven llogats i ocupats pels llogaters i 11 estaven cedits a títol gratuït; 29 tenien dues cambres, 102 en tenien tres, 145 en tenien quatre i 197 en tenien cinc o més. 359 habitatges disposaven pel capbaix d'una plaça de pàrquing. A 222 habitatges hi havia un automòbil i a 214 n'hi havia dos o més.

### Piràmide de població
La piràmide de població per edats i sexe el 2009 era:
| Homes | Edats   | Dones |
| ----- | ------- | ----- |
| 4     | 95 o +  | 0     |
| 4     | 90 a 94 | 4     |
| 20    | 85 a 89 | 16    |
| 4     | 80 a 84 | 16    |
| 36    | 75 a 79 | 28    |
| 28    | 70 a 74 | 24    |
| 20    | 65 a 69 | 24    |
| 44    | 60 a 64 | 28    |
| 32    | 55 a 59 | 36    |
| 20    | 50 a 54 | 32    |
| 40    | 45 a 49 | 20    |
| 16    | 40 a 44 | 20    |
| 40    | 35 a 39 | 36    |
| 28    | 30 a 34 | 28    |
| 12    | 25 a 29 | 24    |
| 16    | 20 a 24 | 16    |
| 28    | 15 a 19 | 12    |
| 24    | 10 a 14 | 24    |
| 48    | 5 a 9   | 32    |
| 32    | 0 a 4   | 24    |

## Economia
El 2007 la població en edat de treballar era de 667 persones, 483 eren actives i 184 eren inactives. De les 483 persones actives 436 estaven ocupades (242 homes i 194 dones) i 47 estaven aturades (22 homes i 25 dones). De les 184 persones inactives 86 estaven jubilades, 37 estaven estudiant i 61 estaven classificades com a «altres inactius».

### Ingressos
El 2009 a Chuelles hi havia 508 unitats fiscals que integraven 1.151,5 persones, la mediana anual d'ingressos fiscals per persona era de 18.135 €.

### Activitats econòmiques
Dels 68 establiments que hi havia el 2007, 1 era d'una empresa alimentària, 1 d'una empresa de fabricació de material elèctric, 5 d'empreses de fabricació d'altres productes industrials, 13 d'empreses de construcció, 24 d'empreses de comerç i reparació d'automòbils, 3 d'empreses de transport, 2 d'empreses d'hostatgeria i restauració, 2 d'empreses financeres, 2 d'empreses immobiliàries, 8 d'empreses de serveis, 3 d'entitats de l'administració pública i 4 d'empreses classificades com a «altres activitats de serveis».
Dels 18 establiments de servei als particulars que hi havia el 2009, 1 era una oficina de correu, 3 tallers de reparació d'automòbils i de material agrícola, 2 paletes, 1 guixaire pintor, 2 fusteries, 3 lampisteries, 2 electricistes, 2 empreses de construcció i 2 perruqueries.
Dels 2 establiments comercials que hi havia el 2009, 1 era una botiga de menys de 120 m² i 1 una fleca.
L'any 2000 a Chuelles hi havia 28 explotacions agrícoles que ocupaven un total de 1.953 hectàrees.

## Equipaments sanitaris i escolars
El 2009 hi havia una escola elemental integrada dins d'un grup escolar amb les comunes properes formant una escola dispersa.

## Poblacions més properes
El següent diagrama mostra les poblacions més properes.